# Allan A'Dayle

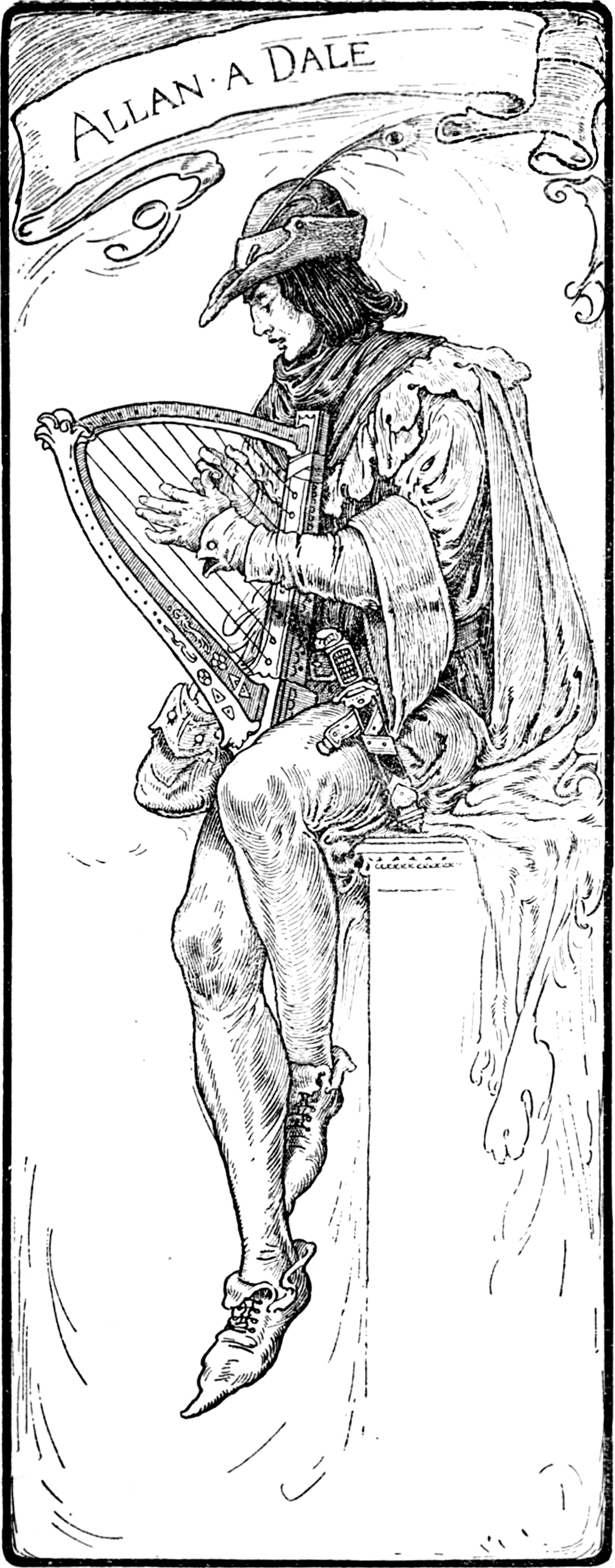
Une illustration d'Alan-A-Dale.

Alan-a-Dale (aussi appelé Allen-a-Dale, Allan-a-Dale, Allin-a-Dale, Alan A'Dayle, Alan-O'Dale, etc.) est un personnage de la légende de Robin des Bois. D'après les histoires, il était un ménestrel errant qui devint un membre de la bande des hors-la-loi de Robin des Bois.

## Histoire
Il est une addition relativement récente à la légende. Il est apparu pour la première fois dans une ballade du XVIIe siècle, Robin Hood and Allen a Dale (Robin des Bois et Allen a Dale). Plus récent que beaucoup des compagnons, il est néanmoins associé à eux et est parvenu à se faire une place dans la légende. Dans ce conte, Robin sauve la bien-aimée d'Alan d'un mariage forcé avec un vieux chevalier. Ils arrêtent l'évêque pendant le déroulement de la cérémonie, et Robin des Bois, déguisé, prend la place de l'évêque pour marier Alan. Dans d'autres versions, c'est Petit Jean ou Frère Tuck qui fait la cérémonie. Dans une variante peu repandue le héros n'est pas Alan mais Will Scarlet.
Howard Pyle reprend ce conte dans son livre The Merry Adventures of Robin Hood (Les joyeuses aventures de Robin des Bois), mais il change plusieurs détails. Il donne à la bien-aimée le nom d'Ellen, et il introduit Frère Tuck comme le prêtre qui défie l'évêque et célèbre le mariage. Ce conte se mêle ainsi à celui de Robin Hood and the Curtal Friar (Robin des Bois et le Frère Curtal).
Dans la version longue de Robin des Bois d'Alexandre Dumas (Le Prince des voleurs / Robin Hood le proscrit), le personnage prend le nom d'Allan Clare. Sa fiancée, Christabel, est la  fille de Fitz-Alwine, baron de Nottingham, et celui-ci veut lui faire épouser un vieillard.
L'histoire tient une place importante dans le roman car Allan est ici le frère de lady Marianne, dont Robin s'éprend.
Les deux personnages d'Allan-a-Dale et Will Scarlett sont présents dans la version de Dispan de Floran. La fiancée d'Allan-a-Dale y porte le nom de Bessie. 
Allan-a-Dale, ménestrel, apparait à la fin du célèbre Ivanhoé de Walter Scott (1819). 
Il joue un rôle essentiel dans quelques pièces plus récentes, des romans pour enfants, des films et des émissions télévisuelles.

## Incarnations modernes
Alan-a-Dale est le narrateur musicien du film Robin des Bois de Disney en 1973. Il est dépeint sous les traits d'un coq jouant du luth, commentant l'histoire et apportant une aide mineure à Robin et Petit Jean. Dans la version française, le personnage troque l'identité d'Alan-a-Dale pour devenir Adam de la Halle, un trouvère français dont la vie est en partie légendaire.
Il est interprété par Elton Hayes dans le film de 1952 The Story of Robin Hood and His Merrie Men (L'histoire de Robin des Bois et de ses Joyeux Compagnons).
Alan A Dale fut le personnage principal d'une chanson humoristique interprétée en 1965 dans l'émission Not Only... But Also (Non seulement... mais aussi) de Dudley Moore et Peter Cook. Les paroles consistaient en rien de plus que la répétition de son nom.
Il a été joué par Peter Hutchinson en 1984 dans le cinquième épisode de la série télévisée britannique Robin of Sherwood (Robin de Sherwood). Dans cette version, la bien-aimée d'Alan se nomme Mildred et doit être mariée au Shérif de Nottingham. C'est finalement Frère Tuck qui marie Alan et Mildred.
Dans le jeu vidéo de 2002 Robin Hood : The Legend of Sherwood (Robin des Bois : La Légende de Sherwood), Allan fait une brève apparition pour se déguiser et prendre la place de l'homme de main du Prince Jean, Guillaume de Longchamps, afin d'apporter la rançon qui délivrera le roi Richard Cœur de Lion.
Dans un épisode de Star Trek : The Next Generation (Star Trek : La nouvelle génération) de LeVar Burton, c'est Geordi La Forge qui a été choisi pour faire le personnage d'Alan-a-Dale.
Il est incarné par Joe Armstrong dans une production de 2006 pour la BBC intitulée Robin Hood (Robin des Bois). Dans cette série, il est présenté comme un maître dans l'art du vol à la tire et comme un menteur compulsif, doué d'un caractère sarcastique et sans talent musical. Après avoir été capturé par Gisborne, il lui vend des informations. Après que Robin a découvert sa trahison, Allan commence à travailler pour Gisborne. Il s'efforce de maintenir Gisborne éloigné de Marianne et, pour sa part, il a reconnu (en même temps que Will Scarlet) qu'il « apprécie » Djaq, la jeune fille Sarrazine qui fait partie de la bande. Dans l'épisode final de la saison 2, Allan retourne dans la bande des hors-la-loi et essaie de les aider à vaincre le Shérif de Nottingham. À la fin de la série, il est tué par celui-ci, alors qu'il tentait de prévenir Robin et ses amis d'un terrible danger.
Dans le Robin des Bois du réalisateur britannique Ridley Scott, le rôle a été confié à Alan Doyle, du groupe Great Big Sea.